# Mosstjärnen (Gnarps socken, Hälsingland)
Mosstjärnen är en sjö i Nordanstigs kommun i Hälsingland och ingår i Gnarpsåns huvudavrinningsområde.